# Dániel Vincze
Dániel Vincze, též Daniel Vincze (* 23. září 1950), byl slovenský a československý politik maďarské národnosti, po sametové revoluci poslanec Sněmovny národů za Maďarské křesťanskodemokratické hnutí.

## Biografie
Ve volbách roku 1990 kandidoval do slovenské části Sněmovny národů (volební obvod Západoslovenský kraj) za Maďarské kresťanskodemokratické hnutie, respektive za koalici hnutí Együttélés a Maďarského křesťanskodemokratického hnutí. Mandát nabyl až dodatečně v říjnu 1990. V květnu 1991 se rozešel s poslaneckým klubem MKDH-Együttélés, protože společně společně s Bélou Bugárem kritizovali fakt, že do klubu byli přijati i čtyři poslanci dříve vyloučení z MKDH. Po zbytek volebního období zasedal jako nezařazený poslanec. Ve Federálním shromáždění setrval do voleb roku 1992.
V roce 2008 se uvádí jako člen odborné rady pro zdravotnictví Strany maďarské koalice.